# Symmachiini
De Symmachiini vormen een tribus van de vlinderfamilie van de prachtvlinders (Riodinidae), onderfamilie Riodininae.

## Taxonomie
De Symmachiini omvatten de volgende geslachten:
- Chimastrum Godman & Salvin, 1886
- Esthemopsis C. & R. Felder, 1865
- Lucillella Strand, 1932
- Mesene Doubleday, 1847
- Mesenopsis Godman & Salvin, 1886
- Panaropsis Hall, 2002
- Phaenochitonia Stichel, 1910
- Pirascca Hall & Willmott, 1996
- Pterographium Stichel, 1910
- Stichelia Zikán, 1949
- Symmachia Hübner, 1819
- Xenandra C. & R. Felder, 1865
- Xynias Hewitson, 1874